# زاغورا (ماغنيسيا)
زاغورا (Ζαγορά) هي مدينة في ماغنيسيا في مقاطعة فوريا إلادا في اليونان.
يبلغ عدد سكانها حوالي 2272 نسمة.